# Álex Díez
Alejandro Díez Salomón   (n. Cáceres, 17 de febrero de 1996) es un futbolista español que actualmente juega en el F. C. Botoșani de la Liga I de Rumanía.

## Trayectoria
Es un lateral derecho formado en las canteras de Atlético de Madrid y C. D. Leganés. En 2015, regresó a su ciudad natal para formar parte del C. P. Cacereño. En la temporada 2016-17 pasó a las filas del A. D. Mérida, donde disputó más de 1300 minutos, dejando muy buen sabor de boca en los partidos que ha completó y anotó un gol en el último partido de liga ante La Roda.
En verano de 2017, reforzó el Extremadura U. D., con el que conseguiría el ascenso a la Segunda División. En la temporada 2018-19, debutó en la Liga 123. En el verano de 2020, finalizó su contrato con el Extremadura U. D. y quedó libre para fichar por la Unión Deportiva Las Palmas por tres temporadas. En las filas de la UD Las Palmas, disputó 29 partidos de Liga y tres de Copa. 
El 14 de noviembre de 2022, firmó por la S. D. Ponferradina de la Segunda División de España.En el conjunto castellanoleonés jugó 42 encuentros y anotó 2 goles en dos temporadas.
En agosto de 2024, se marcha a Rumanía para firmar por el Fotbal Club Botoșani de la Liga I.

## Clubes
| Club               | País    | Año       |
| ------------------ | ------- | --------- |
| C. P. Cacereño     | España  | 2015-2016 |
| A. D. Mérida       | España  | 2016-2017 |
| Extremadura U. D.  | España  | 2017-2020 |
| U. D. Las Palmas   | España  | 2020-2022 |
| S. D. Ponferradina | España  | 2022-2024 |
| F. C. Botoșani     | Rumania | 2024-     |